# Brüder (2012)
Brüder ist ein deutscher Kurzfilm des Regisseurs Türker Süer aus dem Jahr 2012.

## Handlung
Nach dem Tod des Vaters holt der Anwalt Cengiz seinen Bruder Savaş für einen Tag aus dem Gefängnis. Die Trauerarbeit der Familie wird überschattet von den Spielschulden des Vaters bei dem Kriminellen Murat. Als dieser nach den beiden Brüdern verlangt, wird deren ohnehin angespanntes Verhältnis vollends strapaziert. Savaş will mit seinem alten, gesetzwidrigen Leben abschließen und sträubt sich. Als Cengiz ihn schließlich überreden kann mitzukommen, verlangt Murat von Savaş, er solle die Schulden persönlich bei ihm abarbeiten, sonst werde er sich das Geld von seiner Familie holen – was den Ruin von Cengiz und seiner Mutter bedeuten würde.

## Hintergrund
Gedreht wurde der Film im Januar und Februar des Jahres 2011. Die Koproduktion der Kunsthochschule für Medien Köln und der Pi Filmproduktion wurde von der Film- und Medienstiftung NRW mit 25.000 Euro gefördert.

## Festivals
Seine Premiere feierte der Film am 19. Januar 2012 im Rahmen des Filmfestivals Max Ophüls Preis in Saarbrücken, wo er im Wettbewerb um den besten Kurzfilm teilnahm.

## Auszeichnungen
Von der Deutschen Film- und Medienbewertung (FBW) wurde der Film mit dem Prädikat „besonders wertvoll“ ausgezeichnet.
2012 war Brüder für den Filmpreis First Steps in der Kategorie Kurz- und Animationsfilme bis ca. 25 Minuten nominiert.
Prämiert wurde er mit dem 3. Preis der Jury der Konstanzer kurz.film.spiele.
Gezeigt wurde der Film zudem u. a. beim Filmfestival Max Ophüls Preis, beim Filmfestival Türkei / Deutschland; beim Kinofest Lünen, beim Festival interfilm Berlin, beim Plus Camerimage Film Festival (Bydgoszcz, Polen), beim Izmir International Short Film Festival (Türkei), sowie beim Istanbul International Short Film Festival.

## Kritiken
„Die grundsätzlichen und existenziellen Fragen, die der Film aufwirft, werden von Regisseur Türker Süer in 23 Minuten mit einer unglaublich atmosphärischen Spannung verdichtet. […] Überzeugende Darsteller, sowie Kamera und Schnitt tun ihr übriges, um ein Familiendrama zu entwerfen, dem man von der ersten bis zur letzten Minute atemlos folgt.“